# Mistrzostwa NCAA Division I w Zapasach w 1928
Mistrzostwa NCAA Division I w zapasach rozgrywane były w Ames w 1928 roku. Zawody odbyły się w State Gymnasium, na terenie Uniwersytetu Stanu Iowa.

## Wyniki

### Drużynowo
Nieoficjalnym truimfatorem została drużyna Oklahoma State Cowboys.

### All American

#### 115 lb
| Lp. | Zawodnik       | Szkoła         |
| --- | -------------- | -------------- |
| 1.  | Harold DeMarsh | Oklahoma State |
| 2.  | Marvin Leach   | Oklahoma       |
| 3.  | Harold Higgins | Iowa State     |

#### 125 lb
| Lp. | Zawodnik      | Szkoła       |
| --- | ------------- | ------------ |
| 1.  | Ralph Lupton  | Northwestern |
| 2.  | Robert Hewitt | Michigan     |
| 3.  | Cecil Paxson  | Kansas       |

#### 135 lb
| Lp. | Zawodnik       | Szkoła         |
| --- | -------------- | -------------- |
| 1.  | Arthur Holding | Iowa State     |
| 2.  | Brice Moore    | Oklahoma State |
| 3.  | Blair Thomas   | Michigan       |

#### 145 lb
| Lp. | Zawodnik          | Szkoła         |
| --- | ----------------- | -------------- |
| 1.  | Melvin Clodfelter | Oklahoma State |
| 2.  | Charles Swain     | Indiana        |
| 3.  | Tom Cox           | Kansas         |

#### 158 lb
| Lp. | Zawodnik       | Szkoła     |
| --- | -------------- | ---------- |
| 1.  | Leslie Beers   | Iowa       |
| 2.  | Theron Donahoe | Michigan   |
| 3.  | James Blair    | Iowa State |

#### 175 lb
| Lp. | Zawodnik        | Szkoła         |
| --- | --------------- | -------------- |
| 1.  | George Rule     | Oklahoma State |
| 2.  | Ralph Hammonds  | Texas          |
| 3.  | Floyd Helgerson | Ohio State     |

#### UNL
| Lp. | Zawodnik      | Szkoła         |
| --- | ------------- | -------------- |
| 1.  | Earl McCready | Oklahoma State |
| 2.  | Ralph Webster | Illinois       |
| 3.  | Ralph Freese  | Kansas         |